# Бокум, Эрик
Эри́к Бабуэ́ Баньяма́ Боку́м (фр. Eric Baboue Bagnama Bocoum; род. 10 марта 1996, Либревиль) — габонский футболист, нападающий клуба «Гол Гохар».

## Карьера
Играл на родине в клубе «Мунана». В ноябре 2021 года перешёл в иранский «Гол Гохар». Дебютировал в иранской Про-Лиге в мачте с ФК «Эстегляль», на 69-й минуте был заменён Мохаммадом Агаджанпуром.  В феврале 2022 года отправился в аренду в таджикский «Истиклол».